# Max Altergott
Max Altergott (* 20. Januar 1991) ist ein professioneller deutsch-russischer Pokerspieler. Er gewann 2013 das Super High Roller der European Poker Tour.

## Persönliches
Altergott spielte als Stürmer Fußball in der Jugendabteilung des 1. FC Köln und kam zwischen August und Dezember 2007 fünfmal in der B-Junioren-Bundesliga West zum Einsatz (ein Tor). Anschließend war er bis Herbst 2013 für den Kreisligisten Alemannia Lendersdorf aktiv. Altergott lebt in London.

## Pokerkarriere
Altergott spielt online unter den Nicknames altiFC (PokerStars) und KidPoker705 (Full Tilt Poker).
Seine erste Geldplatzierung bei einem Live-Turnier erzielte Altergott Mitte Mai 2013 bei der European Poker Tour (EPT) in Monte-Carlo. Dort setzte er sich beim Super High Roller gegen 41 andere Spieler durch und erhielt eine Siegprämie von rund 1,75 Millionen Euro. Ende Oktober 2013 gewann der Deutsche in Paris das High Roller der World Poker Tour mit einem Hauptpreis von über 180.000 Euro. Bei der Aussie Millions Poker Championship in Melbourne entschied er Anfang Februar 2014 die A$25.000 Challenge mit einer Siegprämie von mehr als 240.000 Australischen Dollar für sich. Im Mai 2015 erreichte Altergott in Monte-Carlo beim Super High Roller und High Roller jeweils den Finaltisch und sicherte sich innerhalb einer Woche Preisgelder von knapp 1,3 Millionen Euro. Ende Juni 2015 platzierte er sich erstmals bei der World Series of Poker (WSOP) im Rio All-Suite Hotel and Casino am Las Vegas Strip im Geld und belegte beim High Roller for One Drop den 16. Platz, der mit rund 250.000 US-Dollar bezahlt wurde. Mitte Juli 2016 kam er zum ersten Mal beim WSOP-Main-Event ins Geld und belegte den mit mehr als 40.000 US-Dollar dotierten 193. Platz. Auch 2018, 2019 und 2022 erreichte der Deutsche jeweils die bezahlten Plätze beim WSOP-Main-Event.
Insgesamt hat sich Altergott mit Poker bei Live-Turnieren über 5,5 Millionen US-Dollar erspielt.